# 西藏自治区迎宾馆
西藏自治区迎宾馆是中华人民共和国西藏自治区的官方接待场所，隶属于中共西藏自治区党委办公厅，位于拉萨市宇拓路。西藏自治区迎宾馆始建于1965年，为迎接西藏自治区成立而兴建。2002年，迎宾馆进行了大规模的改扩建。该建筑是1960年代拉萨的标志性建筑，也是1960年代拉萨优秀建筑之一。